# Cerkev Candelária
Cerkev Candelária (portugalsko Igreja da Candelária, izgovorjava [iˈgɾeʒɐ ðɐ kɐ̃deˈlaɾjɐ]) je pomembna zgodovinska rimskokatoliška cerkev v mestu Rio de Janeiro v jugovzhodni Braziliji. Gradili in krasili so jo v dolgem obdobju, od leta 1775 do konca 19. stoletja. Cerkev združuje portugalsko kolonialno baročno fasado s poznejšimi neoklasicističnimi in neorenesančnimi notranjimi elementi.

## Zgodovina
Kvazi-legendarna zgodovina o ustanovitvi cerkve je, da se je v začetku 17. stoletja med nevihto na morju skoraj potopila ladja z imenom Candelária. Ob prihodu v Rio de Janeiro sta portugalska para António Martins Palma in Leonor Gonçalves sponzorirala gradnjo majhne kapelice in s tem izpolnila prisego, ki sta jo dala med nevihto. Ta majhna kapela, posvečena Gospe od Candelária, je bila zgrajena okoli leta 1609.
V drugi polovici 18. stoletja, ko je bila starodavna kapela potrebna popravila, je bil portugalski vojaški inženir Francisco João Roscio zadolžen za projekt nove, večje stavbe. Dela so se začela leta 1775 in cerkev – še vedno nedokončana – je bila slovesno odprta leta 1811 v navzočnosti kralja Ivana VI. Portugalskega, ki je bil takrat v Riu s celotnim portugalskim dvorom. Iz tega zgodnjega obdobja (1775–1811) je bila čudovita glavna fasada zgrajena v baročnem slogu z neoklasicističnimi elementi. Notranjost cerkve pa je bila kasneje močno spremenjena, saj je bil tloris spremenjen iz enoladijske v triladijsko ladjo.
Zasužnjeni ljudje so bili krščeni v cerkvi, vključno z Roso Egipcácio, prvo temnopolto žensko, ki je v Braziliji napisala knjigo. Knjiga je bila religiozno besedilo, ki je razkrivalo njene vizije in je nosila naslov Sagrada Teologia do Amor Divino das Almas Peregrinas.
Okrog leta 1856 so bile dokončane kamnite strehe ladij, kupola nad križiščem pa je bila še vedno nedokončana. Kupola je bila dokončana šele leta 1877 po posredovanju več arhitektov ter po številnih razpravah in načrtovanju. Kupola in njenih osem kipov so bili izdelani iz belega kamna Lioz v Lizboni in z ladjo pripeljani v Brazilijo. Ko je bila končana, je bila kupola Candelária najvišja stavba v mestu.

## Notranjost
Po letu 1878 so notranjost cerkve Candelária začeli preurejati v neorenesančnem slogu. Stene in stebri so bili prekriti z italijanskim marmorjem različnih barv in bogatim kiparskim reliefnim okrasjem. Brazilski slikar João Zeferino da Costa je dobil naročilo, da poslika ladjo in notranji del kupole. Na stropu glavne ladje so Zeferino da Costa in njegovi pomočniki naslikali šest plošč, ki pripovedujejo zgodovino cerkve.
Drugi zanimivi elementi so: glavni oltar brazilskega arhitekta Archimedesa Memória, različni nemški vitraji, bronasta vrata (ok. 1901) glavnega vhoda, delo portugalskega kiparja Antónia Teixeire Lopesa in dve monumentalni bronasti prižnici v slogu Art-nouveau portugalskega kiparja Rodolfa Pinta do Couta (1931).

## Arhitektura
Cerkev Candelária je cerkev v tlorisu latinskega križa s kupolo nad križiščem glavne ladje in transepta. Cerkev ima tri ladje in glavno kapelo v apsidi. Celoten ansambel je morda navdihnila cerkev v samostanu Mafra in bazilika Estrela v Lizboni, oboje na Portugalskem.

## Fasada
Glavna fasada kaže baročne vplive v oblikovanju oken, vrat in stolpov ter neoklasicistične vplive v dvodimenzionalnosti fasade in trikotnega zatrepa. Fasada je v nasprotju s temnim granitom oken, stebrov in drugih elementov z pobeljenimi stenskimi segmenti, kar je tipična značilnost kolonialnih cerkva v Riu.

## Dogodki
Cerkev je bila prizorišče številnih pomembnih trenutkov v sodobni brazilski zgodovini, kot sta spominska maša srednješolca Edsona Luísa de Lime Souta in kampanja Diretas Já za ljudske neposredne predsedniške volitve, ki se jih je leta 1984 udeležilo več kot milijon ljudi.
Območje okoli cerkve je bilo prizorišče pokola v Candelárii 23. julija 1993, ki je pritegnil svetovno pozornost na vprašanje brutalnosti policije do otrok z ulice v Braziliji.
Uradni ogenj za poletne olimpijske igre 2016 je bil postavljen na trg pred cerkvijo.

## Galerija
- Fasada
- Oltar
- Strop oltarja in kupole
- Kupola
- Strop
- Ladijski obok
- Skulptura pod prižnico
- Plošča
- Zunanji pogled na kupolo
- Stara vrata